# Jack A. Butterfield Trophy
Il Jack A. Butterfield Trophy è un premio annuale della American Hockey League che viene assegnato al miglior giocatore dei playoff della Calder Cup. Il trofeo è in onore di Jack Butterfield, ex presidente della AHL. Tim Tookey nel 1986 è stato l'unico giocatore ad aver vinto il trofeo pur militando nella squadra perdente.

## Vincitori
| Stagione  | Giocatore          | Squadra              |
| --------- | ------------------ | -------------------- |
| 1983-84   | Bud Stefanski      | Maine Mariners       |
| 1984-85   | Brian Skrudland    | Sherbrooke Canadiens |
| 1985-86   | Tim Tookey         | Hershey Bears        |
| 1986-87   | David Fenyves      | Rochester Americans  |
| 1987-88   | Wendell Young      | Hershey Bears        |
| 1988-89   | Sam St. Laurent    | Adirondack R. Wings  |
| 1989-90   | Jeff Hackett       | Springfield Indians  |
| 1990-91   | Kay Whitmore       | Springfield Indians  |
| 1991-92   | Allan Bester       | Adirondack R. Wings  |
| 1992-93   | Bill McDougall     | Cape Breton Oilers   |
| 1993-94   | Olaf Kölzig        | Portland Pirates     |
| 1994-95   | Corey Schwab       | Albany River Rats    |
| 1994-95   | Mike Dunham        | Albany River Rats    |
| 1995-96   | Dixon Ward         | Rochester Americans  |
| 1996-97   | Mike McHugh        | Hershey Bears        |
| 1997-98   | Mike Maneluk       | Phila. Phantoms      |
| 1998-99   | Peter Ferraro      | Providence Bruins    |
| 1999-2000 | Derek Armstrong    | Hartford Wolf Pack   |
| 2000-01   | Steve Bégin        | Saint John Flames    |
| 2001-02   | Pasi Nurminen      | Chicago Wolves       |
| 2002-03   | Johan Holmqvist    | Houston Aeros        |
| 2003-04   | Wade Flaherty      | Milwaukee Admirals   |
| 2004-05   | Antero Niittymäki  | Phila. Phantoms      |
| 2005-06   | Frédéric Cassivi   | Hershey Bears        |
| 2006-07   | Carey Price        | Hamilton Bulldogs    |
| 2007-08   | Jason Krog         | Chicago Wolves       |
| 2008-09   | Michal Neuvirth    | Hershey Bears        |
| 2009-10   | Chris Bourque      | Hershey Bears        |
| 2010-11   | Robin Lehner       | Binghamton Sen.s     |
| 2011-12   | Alexandre Picard   | Norfolk Admirals     |
| 2012-13   | Tomáš Tatar        | G. Rapids Griffins   |
| 2013-14   | Travis Morin       | Texas Stars          |
| 2014-15   | Jordan Weal        | Manchester Monarchs  |
| 2015-16   | Oliver Bjorkstrand | Lake Erie Monsters   |